# NGC 1983
NGC 1983 је расејано звездано јато у сазвежђу Златна риба које се налази на NGC листи објеката дубоког неба.
Деклинација објекта је - 68° 59' 10" а ректасцензија 5h 27m 44,3s. Привидна величина (магнитуда) објекта NGC 1983 износи 9,9 а фотографска магнитуда 10,4. NGC 1983 је још познат и под ознакама ESO 56-SC133.